# Schloss Hartmannsberg
Das Schloss Hartmannsberg ist ein ehemaliges Wasserschloss zwischen dem Schloßsee und dem Langbürgner See in dem Ortsteil Hartmannsberg der Gemeinde Bad Endorf im Landkreis Rosenheim von Bayern. Die Anlage ist unter der Aktennummer D-1-87-128-19 als denkmalgeschütztes Baudenkmal von Hartmannsberg verzeichnet. Ebenso wird sie als Bodendenkmal unter der Aktennummer D-1-8040-0191 im Bayernatlas als „untertägige mittelalterliche und frühneuzeitliche Befunde im Bereich von Schloss Hartmannsberg und seiner Vorgängerbauten“ geführt.

## Geschichte

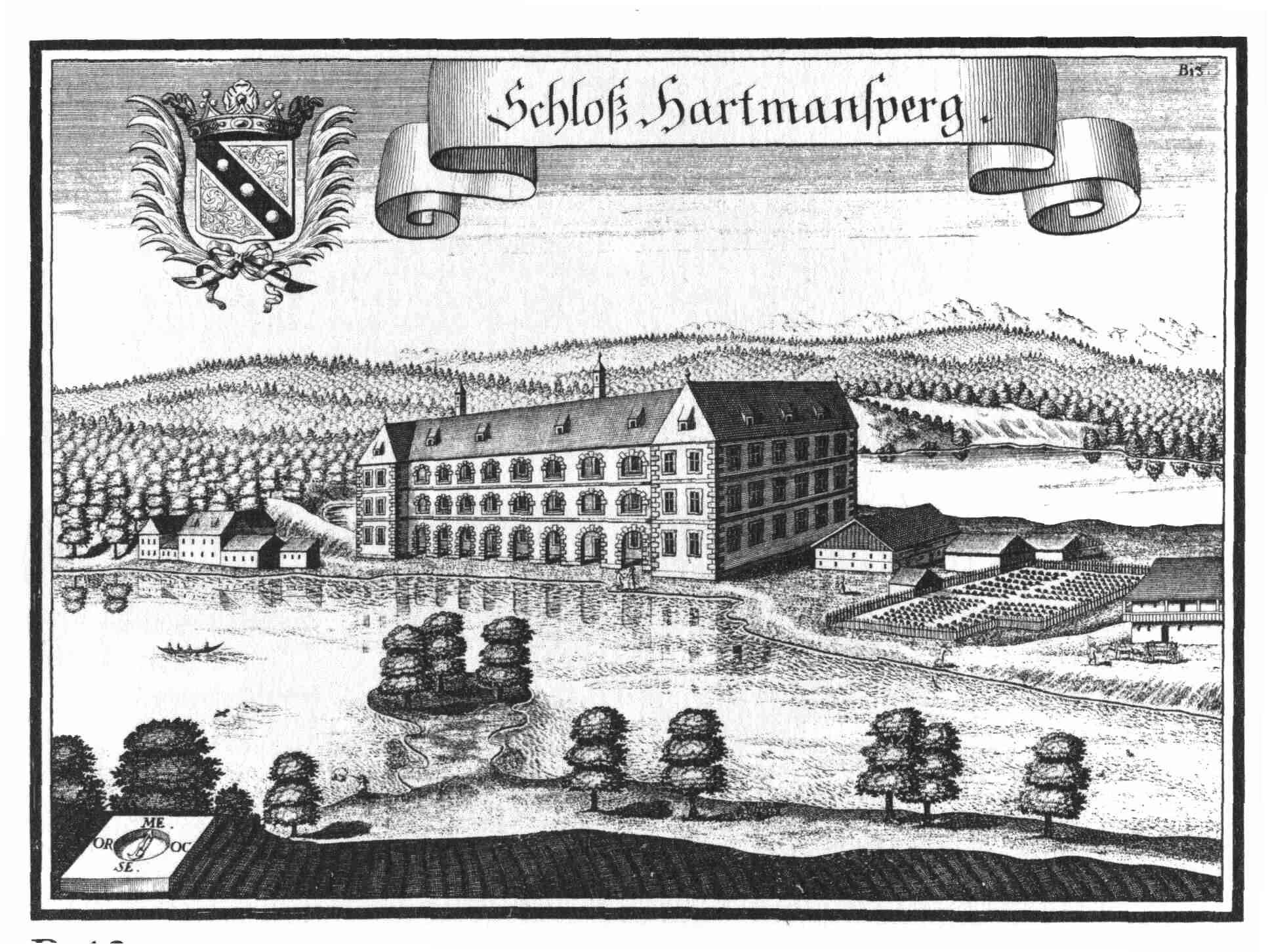
Schloss Hartmannsberg nach einem Kupferstich von Michael Wening von (1721)

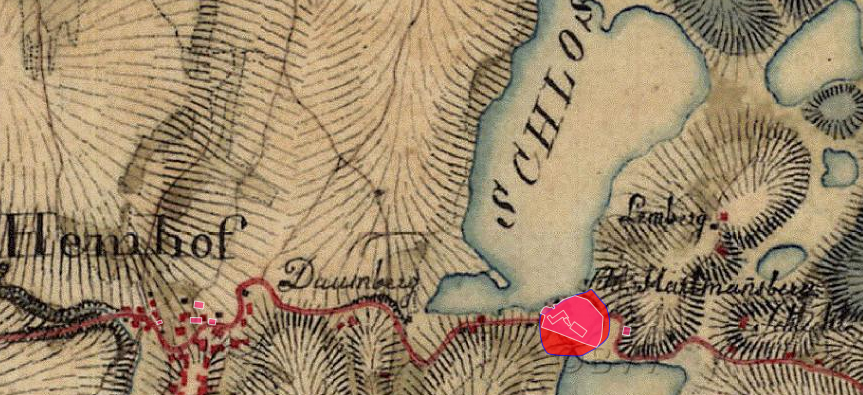
Lageplan von Schloss Hartmannsberg auf dem Urkataster von Bayern

Das Anwesen wurde ersturkundlich im Codex Falkensteinensis, einem Lehensverzeichnis der Grafen von Neuburg-Falkenstein, im Sommer 1166 als „Hademarsberch“ genannt. Die spätere Wasserburg zählt zu den vier Hauptburgen der Falkensteiner (neben Neuburg, Falkenstein und Hernstein). Die Grafen von Wasserburg bemächtigten sich nach dem Tod Sibotos IV.  im Jahre 1272 des Besitzes. 
1248 ging mit dem Fall Wasserburgs auch Hartmannsberg in herzoglichen Besitz über. Die Herrschaft Hartmannsberg war in der Folge dem wittelsbachischen Landgericht Kling zugeordnet.
1394 kam Hartmannsberg in den Lehensbesitz des im Mittelalter mächtigen Geschlechts der Pinzenauer, die das im Dreißigjährigen Krieg weitgehend zerstörte Schloss wieder aufbauten. Bis 1766 war Hartmannsberg im Besitz der Pinzenauer.

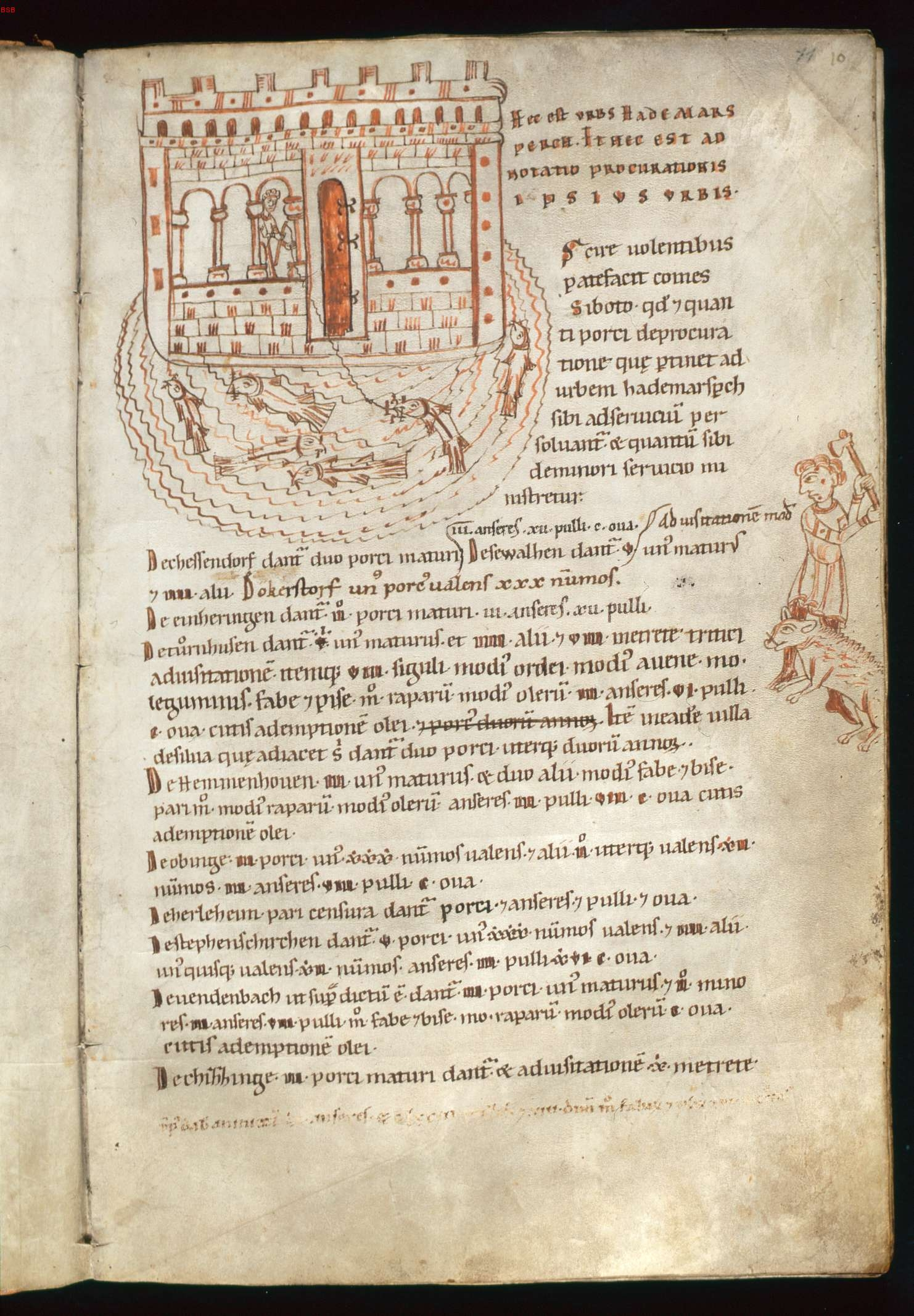
Abbildung der Burg Hartmannsberg im Codex Falkensteinensis (12. Jh.) mit romanischer Bogenfront und im Wassergraben angelndem Bewohner

1839 wurde das Schloss Hartmannsberg von Freiherr Maximilian von Crailsheim vom Staat ersteigert. Während der Zeit des Nationalsozialismus wurde das Schloss vom Bildhauer Josef Thorak genutzt. 1948 war Schloss Hartmannsberg Standort eines DP-Lagers in der Besatzungszeit unter der amerikanischen Militärregierung.
1957 erwarb der Besitzer der Schweinfurter Firma Kugelfischer Georg Schäfer das Schloss und bewahrte hier Teile seiner Kunstsammlung, insbesondere Bilder des Leibl-Kreises und der Münchner Schule auf. 1993 hat der Landkreis Rosenheim das Schloss erworben. Es wird als kulturelles Zentrum zu Ausstellungen und Konzerten genutzt.
375 Meter nordnordwestlich des Schlosses befand sich die Zickenburg und 575 Meter nordnordwestlich die Zinnenburg.

## Heutiges Schloss
Das heutige Schloss, das um 1685 erbaut wurde, ist ein Baudenkmal (Akten-Nr. D-1-87-128-19), das in der Denkmalliste für Bad Endorf beim Bayerischen Landesamt für Denkmalpflege folgendermaßen beschrieben ist:
- Schloss Hartmannsberg: Dreigeschossiger Walmdachbau mit Putzgliederungen, barock, um 1685 erbaut
- Schlosskapelle, direkt an das Schloss angebaut, Satteldachbau mit hohem Dachreiter mit Zwiebelhaube, 1737; mit Ausstattung
- Wirtschaftsgebäude und Bundwerkstadel, zweigeschossiger Flachsatteldachbau mit teils Bundwerkwänden, 19. und frühes 20. Jahrhundert
- Parkanlage